# Лащів
Лащів (або Лещів, Лащув, пол. Łaszczów) — місто в східній Польщі, у Томашівському повіті Люблінського воєводства. Центр місько-сільської гміни Лащів.

## Історія
Лащів заснував в 1549 році на теренах села Доманіж шляхтич Олександр Лащ. Лежить в межах давньої Белзької землі. У 1549—1870 роках мало міські права. 1620 року вперше згадується церква в селі.
У липні-серпні 1938 року польська влада в рамках великої акції руйнування українських храмів на Холмщині і Підляшші знищила місцеву православну церкву.
За німецької окупації 1939—1944 років у селі діяла українська школа. У 1943 році в селі проживало 41 українець і 232 поляки; на сусідній однойменній колонії — 11 українців і 248 поляків. У 1943—1944 роках польські шовіністи вбили в селі 55 українців.
1 січня 2010 року Лащеву повернуто статус міста.

## Устрій
Частинами міста є колишні села Доманіж і Черкаси.

## Пам'ятки
- Костел Апостола Петра і Павла, 1749—1751
- руїни синагоги (1782)
- руїни палацу Шетицьких з парком